# Saxons Veckotidning

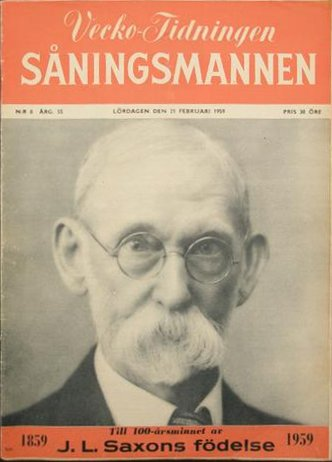
J.L. Saxon på omslaget till sin egen tidning, Såningsmannen, nr. 8, 1959.

Saxons Veckotidning, under tiden 1905–1964 Såningsmannen, var en svensk veckotidning som utgavs 1964–1987 av Saxon & Lindströms förlag i Stockholm. Tidningen grundades 1905 av Johan Lindström Saxon under namnet Såningsmannen. År 1987 slogs tidningen ihop med Hemmets Journal.

## Redaktionen
- Karin Lennmor 1983-1986 Reporter